# Borth
Borth (en gallois : Y Borth), littéralement « le Port », est un village côtier et une communauté du comté de Ceredigion, en Galles centrales (pays de Galles). En 2001, il compte 1 523 habitants. À la plage, les vestiges d'une forêt ancienne submergée est visible quand la marée est basse.

## Histoire
En 1876, l'école de la ville d'Uppingham dans le comté du Rutland dans sa totalité – 300 garçons, 30 professeurs et leurs familles – est venue s'installer pour quatorze mois à l'Hôtel Cambrian dans le village de Borth pour éviter une épidémie de fièvre typhoïde,.
Le monument aux morts du village foudroyé le 21 mars 1983 a été reconstruit l'année suivante.